# Hypoponera coeca
Hypoponera coeca es una especie de hormiga del género Hypoponera, subfamilia Ponerinae. 

## Distribución
Esta especie se encuentra en Camerún, República Centroafricana, Gabón, Ghana, Guinea, Costa de Marfil, Senegal, Sudáfrica, Tanzania, Togo y Uganda.